# Flygtningelejr
En flygtningelejr er en midlertidig lejr, der tager imod flygtninge.

## Eksterne links
- Wikimedia Commons har flere filer relateret til Flygtningelejr

- Se Wiktionarys definition på ordet flytningelejr

| Geografi/geologi | Spire Denne artikel om geografi er en spire som bør udbygges. Du er velkommen til at hjælpe Wikipedia ved at udvide den. |